# Brigitte Oelke
Brigitte Margrit Oelke (* 25. Mai in St. Gallen) ist eine Schweizer Sängerin, Schauspielerin, Tänzerin und Musicaldarstellerin.

## Leben
Schon sehr früh hat Brigitte Oelke Kontakt zur Musik. Ihre Mutter leitet den Kinderchor des St. Galler Stadttheaters, in dem Brigitte schon früh selbst mitsingt. Zudem lernt sie mehrere Instrumente (Klavier, Akkordeon, Gitarre und Blockflöte). Dennoch ist der Gesang ihre grösste Leidenschaft. Ein Freund der Familie, Kurt Pahlen, trägt dazu bei, dass sie eine erstklassige Musikerziehung erhält.
Während ihrer Ausbildung zur kaufmännischen Angestellten sammelt Brigitte Oelke viele Erfahrungen als Frontfrau, zum Beispiel bei ihrer ersten Band Sterling oder "Nightgambler, mit der sie das erste Mal durch die Schweiz tourt.
Mit 19 Jahren und nach einer abgeschlossenen Erstausbildung verbringt sie ein Jahr als Au-pair in Los Angeles. Dort bekommt sie Gesangs-, Jazz- und Stepptanzunterricht. In St. Gallen, Bregenz und Wien bekommt sie schliesslich auch privaten Gesangs- und Schauspielunterricht. In Deutschland verlässt sie die Hamburger Stage School of Music Dance and Drama als diplomierte Schauspielerin.
Brigitte Oelke ist seit 2014 verheiratet mit Robert Würges und lebt in Berlin.

## Karriere
1997 arbeitet sie mit Roman Polański und Jim Steinman bei der Uraufführung von Tanz der Vampire in Wien. Kurz darauf arbeitet sie mit dem deutschen Regisseur Dietrich Hilsdorf bei der deutschen Erstaufführung des Musicals Jekyll & Hyde zusammen. Im November 2000 gewinnt sie die Wahl zu einer von drei Kandidatinnen, die den schweizerischen  Beitrag zum deutschen Vorentscheid des Eurovision Song Contests im Jahr 2001 leisten sollen. Zusammen mit Lesley Bogaert und Joy Fleming präsentiert sie den Song «Power of Trust» und belegt Platz 2.
Von Dezember 2004 bis Oktober 2006 spielt sie in Köln die Rolle der «Killer Queen» im Queen-Musical We Will Rock You und hat so die Möglichkeit, mit ihren früheren Idolen Brian May und Roger Taylor zusammenzuarbeiten. Im Dezember 2006 zieht sie mit der schweizerischen Produktion dieses Musicals nach Zürich, ab Januar 2008 ist sie für die österreichische Erstaufführung am Raimundtheater in Wien zu sehen. Von November 2008 bis September 2010 spielt Brigitte Oelke auch in Stuttgart im Apollo Theater die Killer Queen in We Will Rock You, von Oktober 2010 bis Oktober 2011 in Berlin im Theater des Westens. Von Dezember 2012 bis März 2013 spielt sie die Rolle der Killer Queen erneut in der Schweiz, im Musical-Theater Basel. Von April 2013 bis Juni 2013 in Essen im Colosseum-Theater sowie von September 2014 bis April 2015 in München im Deutschen Theater, in der Alten Oper Frankfurt, Stadthalle Wien sowie im Mehr-Theater am Großmarkt in Hamburg.
Sie spielt 2012 bis 2013 am Theater St. Gallen die Rolle der Mama Morton im Musical Chicago. Im gleichen Jahr 2012 spielt sie bis 2013 in der Rock-Oper Tommy (The Who) die Rolle der Acid Queen am Theater Bielefeld. 2013 ist sie ausserdem am Theater Bielefeld im Musical City of Angels (Musical) in der Doppelrolle Carla Haywood/Alaura Kingsley zu erleben.
Bei der Welturaufführung der Rockoper Jedermann (Rockoper) von Wolfgang Böhmer und Peter Lund begeistert sie als erster weiblicher Tod bei den DomStufen-Festspiele in Erfurt. Als Norma Desmond im Musical Sunset Boulevard (Musical) erlebt man sie 2015 bis 2016 am Theater Bielefeld. Bei der Neuinszenierung von Mozart! (Musical) unter der Regie von Harry Kupfer spielt sie die Rolle der Caecilia Weber am Raimund Theater in Wien September 2015 bis März 2016.

## Engagements
- 1994 Lorca’s Escapada – «Yerma» (Theatron Hamburg)
- 1994 Into the Woods – «Hexe» (Amerika-Haus Hamburg)
- 1994 La Cage aux Folles – «Madame Dindon», «Jacqueline» (Delphi-Theater Hamburg)
- 1995 Grease – «Jan» (Imperial-Theater Hamburg)
- 1995 West Side Story – «Anita» (Oper/Musikal. Komödie Leipzig)
- 1996 Sweet Charity – «Nicky» (St.-Pauli-Theater Hamburg)
- 1996 Dames At Sea – «Joan» (Delphi-Theater Hamburg)
- 1996 Die Schöne und das Biest – «Mathilde» (Tournee D/CH/A, BB-Promotion)
- 1997 Der kleine Horrorladen – «Crystal» (TheaterZelt Das Schloss München)
- 1997 Tanz der Vampire Welturaufführung – Ensemble, Cover "Magda" und "Rebecca" (Raimund-Theater Wien)
- 1998 Rock it! – Solistin (Seebühne Zell am See)
- 1998 Jekyll & Hyde Deutsche Erstaufführung – «Nellie» (Musical-Theater Bremen)
- 2000 Beatlemania – Solistin (Seebühne Zell am See)
- 2000 Evita – «Evita» (Städtische Bühnen Münster)
- 2002 West Side Story – «Anita» (Theater Bielefeld)
- 2002 Jesus Christ Superstar – «Maria Magdalena» (Städtische Bühnen Münster)
- 2003 Jekyll & Hyde – «Nellie» (Musical-Dome Köln)
- 2003 Cabaret – «Sally» (Städtische Bühnen Münster)
- 2003 Das Mädchen Rosemarie - Welturaufführung – «Lilly» (Capitol Theater Düsseldorf)
- 2004 West Side Story – «Anita» (Deutsche Oper am Rhein Düsseldorf)
- 2004 Die Tenoritas – Solistin (Gala-Auftritte Hamburg, Hannover, Bonn)
- 2004 We Will Rock You Deutsche Erstaufführung – «Killer Queen» (Musical-Dome Köln)
- 2006 We Will Rock You – «Killer Queen» (Theater 11, Zürich)
- 2008 We Will Rock You – «Killer Queen» (Raimund-Theater, Wien)
- 2008 We Will Rock You – «Killer Queen» (Apollo Theater, Stuttgart)
- 2010 We Will Rock You - "Killer Queen" (Theater des Westens, Berlin)
- 2011 I Want It All (Capitol Mannheim)
- 2012 Chicago - "Mama Morton" (Theater St. Gallen)
- 2012 Tommy (The Who) - "Acid Queen" (Theater Bielefeld)
- 2012 We Will Rock You - "Killer Queen" (Musical Theater Basel)
- 2013 We Will Rock You - "Killer Queen" (Colosseum Theater Essen)
- 2013 City of Angels (Musical) - "Carla Haywood/Alaura Kingsley" (Theater Bielefeld)
- 2014 Jedermann (Rockoper) Welturaufführung - "Der Tod" (DomStufen-Festspiele Erfurt)
- 2014 We Will Rock You - "Killer Queen" (Deutsches Theater München)
- 2015 We Will Rock You - "Killer Queen" (Stadthalle Wien)
- 2015 We Will Rock You - "Killer Queen" (Mehr-Theater am Großmarkt, Hamburg)
- 2015 Sunset Boulevard (Musical) – "Norma Desmond" (Theater Bielefeld)
- 2015 Mozart! (Musical) Neuinszenierung – "Caecilia Weber" (Raimund-Theater Wien)
- 2016–2018 The One Grand Show – “Meneuse de Revue” (Friedrichstadt-Palast Berlin)
- 2018 Annie (Musical) – “Mrs Hannigan”
- 2019 Knie – Das Circus-Musical – “Marie Knie” (Zürich, Bern, Basel)
- 2020–2025 Yesterdate – Ein Rendezvous mit den 60ern – “Gunda” (Aalto-Theater Essen)
- 2021 Jesus Christ Superstar – “Maria Magdalena” (Capitol Mannheim)
- 2022 Rock of ages – “Justice” (Schlossfestspiele Zwingenberg/Neckar)
- 2022–2023	Ab in den Wald – Into the Woods (Bühnen Halle)
- 2023 Mozart! (Musical) – “Caecilia Weber” (Freilichtspiele Tecklenburg)
- 2023 Miami Nights – “Betty Miller” (Freilichtspiele Tecklenburg)
- 2024 Anatevka – “Golde” (Domstufen-Festspiele Erfurt)
- 2024–2025 Charleys Tante – “Rösli Wiederkehr” (Schweizer Tournee)
- 2024–2025 Gypsy – “Rose” (Oper Halle (Saale))

## Diskografie
- 1995 Solistin auf Lace and chains Giacopuzzi CH (Jazz-Soul-Pop)
- 1996 Solistin auf International Country Hits Barry Lane Compilation
- 1997 Musical-CD Tanz der Vampire – im Ensemble (Weltpremiere Cast)
- 1999 Musical-CD Jekyll & Hyde – als «Nellie» (Deutsche Erstaufführung)
- 2001 Single Maxi-CD Power of trust – Lesley, Joy & Brigitte (Eurovision Song Contest)
- 2003 Solistin auf Doppel-Live-CD Musikalisches Feuerwerk (Schweiz)
- 2003 Musical on Ice-CD Romeo und Julia – als «Lady Capulet»
- 2004 Solistin auf David Plate's CD The Perception
- 2004 Musical-CD Das Mädchen Rosemarie – als «Lilly» (Weltpremiere Cast)
- 2005 Musical-Live-CD We will Rock You – als «Killer Queen» (Original Koeln Cast)
- 2011 Debüt-Solo-Album "The Private Session"
- 2011 Single "Last Christmas"
- 2012 Single "Virtual Reality"
- 2013 Solo-EP "Discover Me!"
- 2015 Solo-Album "The Private Session - Musicals Vol.1"
- 2016 Musical-Live-CD "Mozart!" - als "Caecilia Weber"